# 斯特拉頓 (內布拉斯加州)
斯特拉頓（英語：Stratton）是位於美國內布拉斯加州希奇科克縣的村。

## 人口
根據2020年美國人口普查的數據，斯特拉頓的面積為1.12平方千米，皆為陸地。當地共有人口310人，而人口密度為每平方千米277人。